# Fruit Chan
Pour les articles homonymes, voir Chan.
Fruit Chan (陳果) est un réalisateur hongkongais, né le 15 avril 1959 à Guangdong (Chine).

## Biographie
À l'âge de dix ans, il prend conscience de son surpoids . Aux alentours de 1981, il entre dans le monde du cinéma où il coréalise de nombreux films. En 1991, il met à l'œuvre ses talents de metteur en scène en travaillant sur son premier film Finale in Blood qui sort finalement en 1993. En 1997, avec un budget de 500000$ HK, il achève Made in Hong Kong. Pour ce film, Andy Lau supervise la production. Made in Hong Kong reçoit le prix spécial du jury au festival international du film de Locarno et fait la renommée de Fruit Chan. Fruit Chan reçoit également le prix du meilleur réalisateur au Hong Kong Film Award et au Golden Horse Film Festival pour ce film. Il continue en sortant plusieurs films indépendant qui reçurent pour la plupart les nominations de meilleur réalisateur ou meilleur scénariste au Hong Kong Film Award. En 2000 il est nommé artiste hongkongais de l'année. Puis il est encore consacré pour son travail de réalisateur et de scénariste pour Durian Durian et Hollywood Hong Kong.

## Filmographie
Ses premiers films
- 1985 : First Mission (龙的心 , Long de xin) - coréalisé avec Sammo Hung
- 1993 : Finale in Blood (大闹广昌隆, Da nao guang chang long)

Trilogie sur le thème de la rétrocession de Hong Kong à la Chine
- 1997 : Made in Hong Kong (香港制造, Xianggang zhizao)
- 1998 : The Longest Summer[1] (去年烟花特别多, Hui nin yin fa dak bit doh)
- 1999 : Little Cheung (细路祥, Xilu xiang)

Trilogie qui traite de la prostitution
- 2000 : Durian Durian (榴梿飘飘, Liulian piao piao)
- 2001 : Hollywood Hong-Kong (香港有个好莱坞, Heung gong yau gok hor lei wood)
- 2002 : Public Toilet (人民公厕, Hwajangshil eodieyo?)

Ses derniers films
- 2004 : Trois Extrêmes (三更2, Saam gaang yi) - segment Dumplings
- 2004 : Nouvelle Cuisine (餃子, Gaau ji) ou Dumplings
- 2009 : Chengdu, I Love You – segment 1976
- 2009 : Don't Look Up
- 2013 : Tales from the Dark 1– segment Jing Zhe
- 2013 : The Midnight After (那夜凌晨，我坐上了旺角開往大埔的紅van)
- 2015 : My City (documentaire)
- 2016 : Kill Time
- 2018 : Three Husbands
- 2018 : Still Human (producteur)
- 2019 : Invincible Dragon
- 2019 : The Abortionist

## Récompenses
- 1997 : La Montgolfière d'or au festival des trois continents pour Made in Hong Kong
- 1997 : Meilleur film au Festival international du film de Gijón pour Made in Hong Kong
- 1997 : le Prix FIPRESCI au Festival international du film de Busan pour Made in Hong Kong
- 1998 : Hong Kong Film Award du meilleur film et Hong Kong Film Award du meilleur réalisateur pour Made in Hong Kong
- 1998 : Golden Bauhinia Awards du meilleur réalisateur pour Made in Hong Kong
- 1998 : Hong Kong Film Critics Society Awards du meilleur réalisateur pour Made in Hong Kong
- 1999 : Jury Award à la Viennale pour The Longest Summer
- 2001 : meilleur film au Golden Horse Film Festival pour Durian Durian
- 2001 : Hong Kong Film Critics Society Awards du meilleur film pour Durian Durian
- 2002 : San Marco Prize - Special Mention à la Mostra de Venise pour Public Toilet
- 2002 : Netpac Award au Cinemanila International Film Festival pour Hollywood Hong-Kong